# Hedd Wyn
Hedd Wyn è un film del 1992 diretto da Paul Turner. Fu candidato all'Oscar al miglior film straniero.

## Trama
Come figlio di un contadino nel villaggio di Trawsfynydd, Ellis Humphrey Evans compone poesie per l'eisteddfodau, locale sotto il nome bardico Hedd Wyn ("Pace benedetta"), sognando di essere incoronato Capo Bardo all'Eisteddfod nazionale . Quando, nell'agosto 1914, la Gran Bretagna dichiara guerra alla Germania , diversi giovani di Trawsfynydd si uniscono all'esercito britannico, incluso l'amico di Ellis Griff. Nonostante la crescente pressione, Ellis rifiuta di arruolarsi e dice che non pensa di poter uccidere nessuno.
Su un treno, Ellis incontra Jini Owen, una giovane donna che ammira la sua poesia. Notando il suo interesse per lui, Ellis chiede l'indirizzo di Jini e le invia una lettera. Ben presto i due si innamorano profondamente. Non molto tempo dopo, un funzionario della commissione di leva arriva alla fattoria di famiglia e annota i nomi di Ellis e di suo fratello Bob, nonostante la resistenza della madre di Ellis. Di conseguenza, il consiglio informa la famiglia Evans che uno dei loro figli deve arruolarsi nell'esercito britannico.
Sebbene il diciassettenne Bob desideri invece arruolarsi, Ellis si rifiuta di permetterlo. Inorridito dall'idea di perderlo, Jini implora Ellis di lasciare che Bob si arruoli al suo posto, ma Ellis dice che non potrebbe mai vivere con se stesso se Bob fosse ferito o ucciso, quindi parte per unirsi ai Royal Welch Fusiliers, a Liverpool, e dopo l'addestramento viene inviato. al fronte, in Francia. Di fronte a quella che potrebbe essere la sua ultima possibilità di vincere l'Eisteddfod, Ellis supplica il comandante del suo plotone di inviare il suo awdl Yr Arwr (L'Eroe) tramite il servizio postale dell'esercito.
Il 31 luglio 1917, i Fucilieri superano i limiti e partecipano alla battaglia di Passchendaele . Ellis assiste ai suoi commilitoni che vengono colpiti e fatti a pezzi intorno a lui prima, alla fine, di essere ferito da schegge e crollare a terra. Dopo ore trascorse nella terra di nessuno, Ellis viene evacuato in un posto di soccorso, dove muore a causa delle ferite riportate. I suoi genitori sono sconvolti quando ricevono un telegramma che li informa della sua morte. Jini piange inconsolabilmente mentre legge l'ultima lettera di Ellis, in cui propone il matrimonio. Poco dopo, la famiglia Evans riceve un altro telegramma che annuncia che la sottomissione di Ellis ha vinto l'Eisteddfod nazionale e la sedia che Ellis ha sognato per tutta la vita viene consegnata alla fattoria dei suoi genitori, vestita di nero.